# 세르게이 리트비노프 (1958년)
세르게이 니콜라예비치 리트비노프(러시아어: Серге́й Николаевич Литвинов, 1958년 1월 23일 ~ 2018년 2월 19일)는 소련의 해머던지기 선수로 2개의 하계 올림픽 메달을 획득하였다. 추가적으로 2회의 세계 육상 선수권 대회 우승자였다.

## 생애
크라스노다르 지방의 추코로바 발카에서 태어난 리트비노프는 로스토프나도누의 군인 스포츠 사회에서 훈련하였다.
자신의 경력을 통하여 그는 유리 세디흐와 결투를 벌였다. 리트비노프는 3번이나 세계 기록을 세웠는 데 마지막 기록은 1983년 6월에 세운 84.14m였다. 1984년 세디흐가 아일랜드 코크에서 86.34m로 세계 기록을 향상켰고, 곧 1986년 슈투트가르트에서 열린 유럽 선수권 대회에서 다시 86.74m로 향상시켰다. 1986년에 리트비노프는 자신의 개인 전력으로 남아있던 86.04m를 던졌다. 이 결과는 세디흐와 자신이 코치를 맡은 이반 치한에 밀려 사상 최고의 상연자 리스트에 3위로 놓였다.
리트비노프는 1980년 모스크바 올림픽에서 세디흐에 밀리고 위리 탐에 앞서 2위를 하였다.
4년 후 로스앤젤레스 올림픽에 소련과 동구권에 불참 후, 서울 올림픽에 돌아와 세디흐를 앞서 금메달을 획득하였다. 탐은 다시 3위를 하였다.
1991년 소련의 해체 후, 러시아를 대표한 리트비노프는 1993년 세계 육상 선수권 대회에서 7위를 하였다.
60세의 나이로 소치에서 사망하였다.